# Barn Red
Barn Red è un film statunitense del 2004 diretto da Richard Brauer.
È un film drammatico con Ernest Borgnine e Kimberly Guerrero.

## Produzione
Il film fu diretto, sceneggiato e prodotto da Richard Brauer per la Brauer Productions.

## Distribuzione
Il film fu distribuito negli Stati Uniti nel 2004. È stato distribuito anche in Ungheria in televisione il 5 aprile 2006.